# Antikonsumism
Antikonsumtion är en sociopolitisk ideologi som motsätter sig konsumism. Tanken är att avstå konsumtion av miljö-, sociala och etiska skäl.